# Laura Llaneli
Laura Llaneli (Granada, 1986). Va cursar estudis musicals al Conservatori de Sabadell i té la diplomatura en Disseny Gràfic. És llicenciada en Belles Arts i màster en Art Sonor,totes dues titulacions per la Universitat de Barcelona. És membre de Sons de Barcelona i dels col·lectius Nenazas i Grupo de Investigación Multifocal. El seu treball explora la relació entre la producció i experiència sonora-musical, d'una banda, i les pràctiques i els dispositius de les arts visuals contemporànies, de l'altra. L'any 2014 ha estat seleccionada per Lo Pati-Eufònic, BCN Producció i Sala d'Art Jove. El 2013 va participar en Arts Sònica (Arts Santa Mònica), FAQ-FACTOTUM (Fundació Antoni Tàpies), Drap-Art (CCCB) i Eufònic, i el 2012, en la IV Bienal Internacional de Performance Deformes (Xile), Festus Torelló i CurtCircuit Fest (Antic Teatre). Ha estat resident a L'Estruch i actualment és resident a Hangar.